# Gnathium bicolor
Gnathium bicolor là một loài bọ cánh cứng trong họ Meloidae. Loài này được Brèthes miêu tả khoa học năm 1910.